# Els Altimiris
Els Altimiris (segles V-IX dC) és un jaciment arqueològic de l'antiguitat tardana i alt-medieval a la Serra del Montsec situat a Sant Esteve de la Sarga (Pallars Jussà), inclòs a l'Inventari del Patrimoni Arqueològic i Paleontològic de Catalunya.
Es troba al marge esquerre de la Noguera Ribagorçana, al Congost de Mont-rebei.
Aquest s'estructura al voltant d'una església amb dependències annexes, possiblement d'un complex monasterial. Al voltant hi han cabanes excavades a la roca, un edifici rectangular tardoromà i cisternes que recullen l'aigua de pluja de la muntanya. El jaciment està delimitat per un mur al nord, barrancs a est i oest i el Pas de Santa Cecília al sud. Actualment està en estudi i es creu que podria haver estat un monestir d'època visigoda. El jaciment és estudiat des de l'any 2004 per un equip d'acadèmics de la Universitat de Barcelona i arqueòlegs professionals.